# Leptodiscus
Leptodiscus es un género de foraminífero bentónico, normalmente considerado un subgénero de Ammarchaediscus, es decir Ammarchaediscus (Leptodiscus), cuyo nombre ha sido sustituido por el de Leptarchaediscus, pero es aceptado como sinónimo posterior de Nudarchaediscus de la subfamilia Archaediscinae, de la familia Archaediscidae, de la superfamilia Archaediscoidea, del suborden Fusulinina y del orden Fusulinida. Su especie tipo era Permodiscus umbogmaensis. Su rango cronoestratigráfico abarcaba desde el Tournasiense hasta el Viseense (Carbonífero inferior).

## Discusión
Algunas clasificaciones más recientes hubiesen incluido Leptodiscus en el Suborden Archaediscina, del Orden Archaediscida, de la Subclase Afusulinana y de la Clase Fusulinata.

## Clasificación
Leptodiscus incluía a las siguientes especies:
- Leptodiscus abnakensis †, también considerado como Ammarchaediscus (Leptodiscus) abnakensis † y aceptado como Archaediscus abnakensis †
- Leptodiscus umbogmaensis †, también considerado como Ammarchaediscus (Leptarchaediscus) umbogmaensis † y aceptado como Leptarchaediscus umbogmaensis †